# 江竹筠
江竹筠（1920年8月20日—1949年11月14日），原名江竹君，人称江姐，四川省自贡市大山铺江家湾人，中国共产党地下时期重庆川东地区组织的负责人之一，为中国共产党追认的女烈士。

## 生平

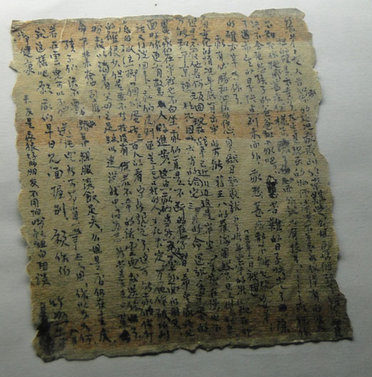
一封由江竹筠书写的信件

1920年8月20日，江竹筠生于四川省自贡市大山铺江家湾的一个农民家庭。8岁时，性格刚强的母亲与游手好闲的父亲不能相处，便带着江竹筠姐弟到重庆投奔兄弟。10岁到重庆的织袜厂当了童工，因为人还没有机器高，老板就为她特制了一个高脚凳。
1939年，江竹筠加入中国共产党。
1943年年底中共重庆市委书记王璞出于安全考虑，认为彭咏梧需要一个良好的掩护环境，要他在重庆安一个家。然而他一时无法与云阳的妻子谭正伦取得联系，但这事牵涉到工作，又不能久拖不决。于是，市委决定指派江竹筠接受给彭咏梧做“妻子”兼助手的任务。
1944年夏，江竹筠经组织安排入四川大学农学院学习，从事党的秘密工作。入党后，按党组织的要求，与共产党员彭咏梧扮作夫妻，组成一个“家庭”，作为重庆市委的秘密机关和地下党员学习的辅导中心。1945年与彭咏梧正式结婚，婚后江竹筠负责中共重庆市委地下刊物《挺进报》的组织发行工作。
1946年4月，江竹筠难产，被班上的女同学送进了医院，此时彭咏梧不在她身边，她自作主张作出了剖宫产和绝育两个手术同时进行的决定，生下与彭咏梧的独子彭云。
1948年春节前夕，彭咏梧为保护民众暴露身份被杀，头颅被当时官方政府割下挂在城门上示众。江竹筠毅然接替丈夫的工作。她对党组织说：“这条线的关系只有我熟悉，别人代替有困难，我应该在老彭倒下的地方继续战斗。”
1948年6月14日，因遭人告密，江竹筠被捕，被关押在重庆渣滓洞监狱。
1949年11月14日，在重庆被中国人民解放军重重包围之际，蒋中正与毛人凤由台湾飞抵重庆，由毛人凤主持会议，执行蒋中正交代的"处决"、潜伏、游击、破坏四大任务，当日，江竹筠等30人被枪杀于歌乐山电台岚垭并被毁尸。重庆被中国人民解放军攻占之后，人民政府重庆军管会组织烈士遗骨辨认收殓，1949年12月江竹筠遗骨根据头发辨认出而装殓。

## 家庭
彭咏梧在与江竹筠相恋之前已经与谭正伦结婚，两人育有一子彭炳忠。1946年4月，江竹筠在成都生下与彭咏梧的独子彭云。1947年10月江竹筠去信请求谭正伦到重庆照顾年幼的彭云。1948年2月，谭正伦来到重庆，此后扶养彭云长大成人。彭云现定居美国，為马里兰大学巴尔的摩县分校計算機系終身教授。江竹筠的孫子彭壮壮在美國獲得博士學位後回到中國發展。

## 纪念

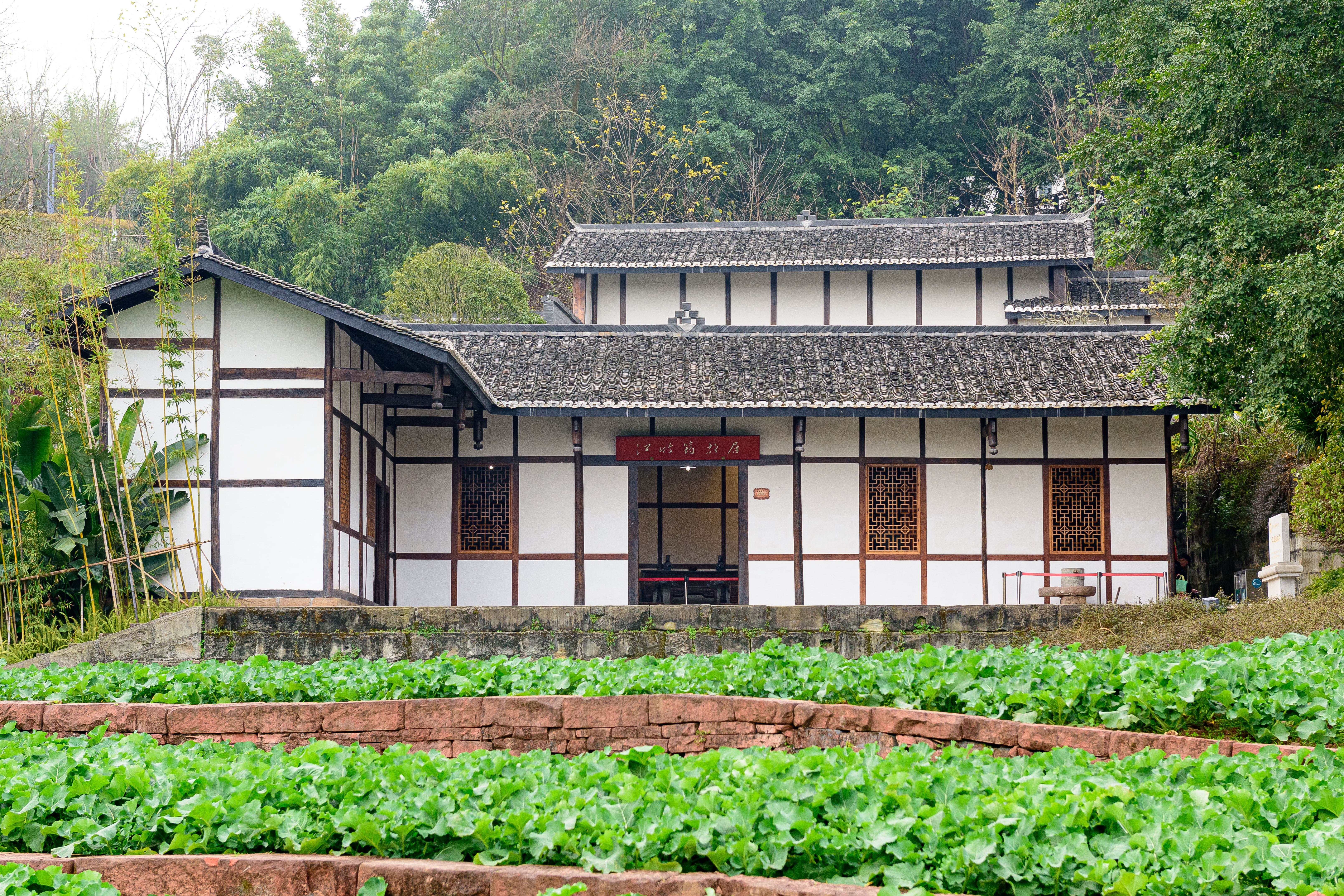
位于自贡的江竹筠故居

随着罗广斌等人的小说《红岩》于1961年出版，江竹筠的事迹被改编成多部文艺作品，其中1964年空政文工团歌剧《江姐》更衍生出了不同艺术形式，包括但不限于电影、话剧、舞剧，以及中国多个地方剧种。
江竹筠在自贡大山铺镇的旧居20世纪70年代毁于火灾，部分家具因存放在亲戚家而逃过一劫。2005年，中国中央电视台在自贡拍摄节目时留意到江竹筠故居待修复的状况，自贡市大安区委、区政府遂于2006年决定修复江竹筠故居。江竹筠故居修复工程2006年11月底启动，江家后人为此将存放的旧家具捐出。2007年7月，修复后的江竹筠故居对外开放，2020年12月14日被公布为四川省第九批（增补）省级文物保护单位。
2007年11月，江竹筠故居所在行政村大山铺镇永和村更名为江姐村。自贡市后来又在大山铺镇修建了江姐故里红色教育基地，2021年11月14日开馆。
2019年11月14日，四川大学在江竹筠曾生活、学习过的女生院旧址建造了江姐纪念馆。